# Перилај
Перилај је у грчкој митологији било име више личности.

## Етимологија
Име Перилај има значење „окружен својим људима“.

## Митологија
- Према Паусанији, један од Лелега, син краља Самоса, Анкеја и Самије.[2]
- Такође према Паусанији, друго име Перилеја.[2]
- Према Квинту Смирњанину, Тројанац, учесник тројанског рата, кога је убио Неоптелем.[3] Описан је као снажан ратник.[4]